# Взрослый

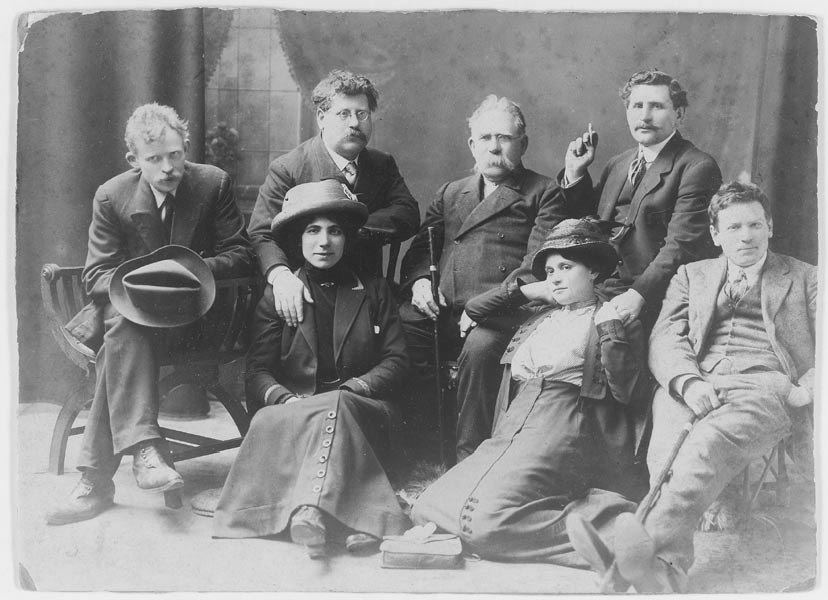
Несколько взрослых людей

Взро́слый — человек, достигший определённого возраста, и по отношению к которому есть основания предполагать, что он обладает телесной и ментальной зрелостью. Взрослый индивид располагает теми необходимыми знаниями и умениями, которые позволяют ему принимать решения, важные на его жизненном пути.
По сравнению с подростками, взрослые наделены бо́льшими правами и большей ответственностью. Как правило, взрослые в состоянии сами себя обеспечивать. Вхождение во взрослый возраст, в зависимости от местного законодательства, сопровождается получением таких прав, как вождение автомобиля, самостоятельный выезд за границу, участие в политической жизни (получение прав избирать и быть избранным), половые отношения и брак.
Юридически человек становится взрослым после обретения полной дееспособности в соответствии с законом. Возраст фактического взросления не является универсальным и варьирует в зависимости от принятых в данном обществе рамок возрастной периодизации и в зависимости от физического и психологического развития конкретного человека. Признаком окончательного взросления может считаться получение человеком профессии, приносящей стабильный денежный доход.

## Биологическая зрелость
Исторически и  кросс-культурно, определение зрелости варьировалось в зависимости от эпохи и общества, включая как биологические, так и социальные факторы. Хотя половое созревание (появление вторичных половых признаков, таких как менструация у женщин, эякуляция у мужчин и волосы на лобке у обоих полов) часто рассматривалось как важный этап, во многих культурах зрелость определялась комплексом признаков, включая физическое развитие, социальные навыки, способность к труду и выполнению общественных обязанностей.